# Renick James
Renick James (* 21. August 1987 in Belize City) ist ein belizischer Judoka.
Er trat bei den Olympischen Sommerspielen 2016 in Rio de Janeiro an und nahm Teil am Wettbewerb in der Gewichtsklasse bis 90 kg. Er wurde von Ovini Uera aus Nauru in der zweiten Runde besiegt.